# Thorikos Teater
Thorikos' teater (græsk: Αρχαίο Θέατρο Θορικού), der ligger nord for Lavrio, var et antikt græsk teater i demosen Thorikos i Attika, Grækenland. Det er det ældste kendte teater i verden, siden det blev bygget omkring 525-480 f.Kr. Teatret er usædvanligt i sit design, da det er aflangt i stedet for den typiske halvcirkel.